# Baltisch voetbalkampioenschap 1921/22
In 1921/22 werd het tiende voetbalkampioenschap gespeeld dat georganiseerd werd door de Baltische voetbalbond. Een gelijkaardig scenario als het voorgaande jaar speelde zich af. Na protesten van Titania Stettin moest de wedstrijd tegen VfB Königsberg herspeeld worden. Titania Stettin won met 3-0 en werd kampioen.
De club plaatste zich voor de eindronde om de Duitse landstitel en verloor in de eerste ronde van Hamburger SV. Na protest van VfB Königsberg werd de replay tegen Titania geannuleerd en werd Königsberg kampioen, voor de Duitse eindronde was het echter opnieuw te laat.

## Deelnemers aan de eindronde
| Club                 | Gekwalificeerd als        |
| -------------------- | ------------------------- |
| VfB Königsberg       | Kampioen van Oost-Pruisen |
| Stettiner FC Titania | Kampioen van Pommeren     |
| Polizei SV Danzig    | Kampioen van West-Pruisen |

## Eindstand
| Plaats | Club                    | Wed. | W | G | V | Saldo | Ptn. |
| ------ | ----------------------- | ---- | - | - | - | ----- | ---- |
| 1.     | VfB Königsberg          | 2    | 1 | 1 | 0 | 7:3   | 3:1  |
| 2.     | Stettiner FC Titania    | 2    | 1 | 1 | 0 | 4:3   | 3:1  |
| 3.     | SV Schutzpolizei Danzig | 2    | 0 | 0 | 2 | 4:9   | 0:4  |

|  | Kampioen |

### Play-off
Königsberg won de play-off om de titel, maar Titania tekende protest aan omdat de in de 89ste minuut gegeven strafschop volgens hen niet rechtvaardig was, het protest werd aanvaard en er kwam een replay.
|               |                |       |                      |        |
| 20 april 1922 | VfB Königsberg | 1 - 0 | Stettiner FC Titania | Danzig |
| 20 april 1922 |                |       |                      | Danzig |

Replay
Stettin won de replay en ging daardoor naar de nationale eindronde. Königsberg protesteerde echter bij de bond tegen deze wedstrijd. Uiteindelijk kregen zij van de bond gelijk en telde enkel de eerste wedstrijd, VfB kreeg de titel maar voor de eindronde was het te laat. 
|             |                |       |                      |            |
| 15 mei 1922 | VfB Königsberg | 0 - 3 | Stettiner FC Titania | Königsberg |
| 15 mei 1922 |                |       |                      | Königsberg |